# A Brand New Day (The Wiz)
"A Brand New Day" is een nummer uit de Broadway-musical The Wiz uit 1975. In 1978 kwam het tevens voor in de filmversie van de musical, gezongen door de cast, aangeduid als The Wiz Stars feat. Diana Ross & Michael Jackson. In mei 1979 werd het nummer in een aantal landen uitgebracht op single.

## Achtergrond
"A Brand New Day" is geschreven door Luther Vandross en geproduceerd door Quincy Jones en Tom Bahler. Het werd voor het eerst gebruikt in de musical The Wiz, gebaseerd op het boek De tovenaar van Oz. Tevens zette Vandross het op zijn album Luther uit 1976 onder de titel "Everybody Rejoice". In de musical wordt het gezongen nadat Dorothy de Boze Heks van het Westen heeft gedood. Het wordt gezongen door Dorothy, de vogelverschrikker, de blikken man, de bange leeuw en de bevrijde bevolking van het land, genaamd Winkies.
In 1978 werd "A Brand New Day" gezongen in de film The Wiz door Diana Ross (Dorothy), Michael Jackson (de vogelverschrikker), Nipsey Russell (de blikken man) en Ted Ross (de bange leeuw). Gezien de volledig zwarte cast van de film wordt de tekst, die vooral gaat over vrijheid en nieuwe mogelijkheden, gezien als een verwijzing naar de moeilijkheden in het leven van zwarte Amerikanen. In de filmversie van het nummer roept Russell "Free at last!", een verwijzing naar Martin Luther King. De eerste regel wordt in de film gezongen door Vandross, die een van de Winkies speelde.
De filmversie van "A Brand New Day" werd in mei 1979 uitgebracht als single in een aantal Europese landen. De singleversie bestaat uit de eerste helft van het nummer, terwijl de tweede helft, genaamd "Liberation Ballet - A Brand New Day", op de B-kant stond. Op de lp-versie van de soundtrack vormen deze twee helften één nummer. De single werd uitgebracht onder de naam "The Wiz Stars featuring Diana Ross & Michael Jackson". De single werd uitluitend een hit in het Nederlandse taalgebied.
In Nederland werd de plaat veel gedraaid op Hilversum 3 en werd een gigantische hit. De plaat  bereikte de nummer 1-positie in de destijds drie landelijke hitlijsten op de nationale publieke popzender; de Nederlandse Top 40, de Nationale Hitparade en de TROS Top 50. In de Europese hitlijst op Hilversum 3, de TROS Europarade, werd de 7e positie bereikt.
In België bereikte de plaat eveneens de nummer 1-positie in zowel de voorloper van de Vlaamse Ultratop 50 als de Vlaamse Radio 2 Top 30. In Wallonië werd géén notering behaald.

## Hitnoteringen

### Nederlandse Top 40
| Hitnotering: 08-09-1979 t/m 01-12-1979 | Hitnotering: 08-09-1979 t/m 01-12-1979 | Hitnotering: 08-09-1979 t/m 01-12-1979 | Hitnotering: 08-09-1979 t/m 01-12-1979 | Hitnotering: 08-09-1979 t/m 01-12-1979 | Hitnotering: 08-09-1979 t/m 01-12-1979 | Hitnotering: 08-09-1979 t/m 01-12-1979 | Hitnotering: 08-09-1979 t/m 01-12-1979 | Hitnotering: 08-09-1979 t/m 01-12-1979 | Hitnotering: 08-09-1979 t/m 01-12-1979 | Hitnotering: 08-09-1979 t/m 01-12-1979 | Hitnotering: 08-09-1979 t/m 01-12-1979 | Hitnotering: 08-09-1979 t/m 01-12-1979 | Hitnotering: 08-09-1979 t/m 01-12-1979 | Hitnotering: 08-09-1979 t/m 01-12-1979 |
| Week                                   | 1                                      | 2                                      | 3                                      | 4                                      | 5                                      | 6                                      | 7                                      | 8                                      | 9                                      | 10                                     | 11                                     | 12                                     | 13                                     |                                        |
| -------------------------------------- | -------------------------------------- | -------------------------------------- | -------------------------------------- | -------------------------------------- | -------------------------------------- | -------------------------------------- | -------------------------------------- | -------------------------------------- | -------------------------------------- | -------------------------------------- | -------------------------------------- | -------------------------------------- | -------------------------------------- | -------------------------------------- |
| Positie                                | 37                                     | 19                                     | 10                                     | 6                                      | 1                                      | 1                                      | 1                                      | 1                                      | 3                                      | 7                                      | 12                                     | 26                                     | 35                                     | uit                                    |

### Nationale Hitparade
| Hitnotering: 22-09-1979 t/m 01-12-1979 | Hitnotering: 22-09-1979 t/m 01-12-1979 | Hitnotering: 22-09-1979 t/m 01-12-1979 | Hitnotering: 22-09-1979 t/m 01-12-1979 | Hitnotering: 22-09-1979 t/m 01-12-1979 | Hitnotering: 22-09-1979 t/m 01-12-1979 | Hitnotering: 22-09-1979 t/m 01-12-1979 | Hitnotering: 22-09-1979 t/m 01-12-1979 | Hitnotering: 22-09-1979 t/m 01-12-1979 | Hitnotering: 22-09-1979 t/m 01-12-1979 | Hitnotering: 22-09-1979 t/m 01-12-1979 | Hitnotering: 22-09-1979 t/m 01-12-1979 | Hitnotering: 22-09-1979 t/m 01-12-1979 |
| Week                                   | 1                                      | 2                                      | 3                                      | 4                                      | 5                                      | 6                                      | 7                                      | 8                                      | 9                                      | 10                                     | 11                                     |                                        |
| -------------------------------------- | -------------------------------------- | -------------------------------------- | -------------------------------------- | -------------------------------------- | -------------------------------------- | -------------------------------------- | -------------------------------------- | -------------------------------------- | -------------------------------------- | -------------------------------------- | -------------------------------------- | -------------------------------------- |
| Positie                                | 28                                     | 3                                      | 1                                      | 1                                      | 1                                      | 1                                      | 1                                      | 7                                      | 9                                      | 19                                     | 26                                     | uit                                    |

### TROS Top 50
Hitnotering: 06-09-1979 t/m 29-11-1979. Hoogste notering: #1 (4 weken).

### TROS Europarade
Hitnotering: 07-10-1979 t/m 25-11-1979. Hoogste notering: #7 (1 week).

### NPO Radio 2 Top 2000
| Nummer met noteringen in de NPO Radio 2 Top 2000 | '99 | '00 | '01 | '02 | '03  | '04  | '05  | '06  | '07  | '08  | '09  | '10  | '11  | '12 | '13  | '14  | '15  |
| ------------------------------------------------ | --- | --- | --- | --- | ---- | ---- | ---- | ---- | ---- | ---- | ---- | ---- | ---- | --- | ---- | ---- | ---- |
| A Brand New Day                                  | 766 | 714 | 923 | 994 | 1233 | 1322 | 1429 | 1528 | 1492 | 1370 | 1585 | 1585 | 1907 | 787 | 1321 | 1520 | 1927 |

1. ↑  Een vetgedrukt getal geeft de hoogste notering aan.
2. ↑  Deze tabel is bijgewerkt tot en met de laatste editie (2024).